# Anders Henriksson
Anders Henriksson (* 4. Januar 1977 in Göteborg) ist ein schwedischer Handballtrainer und ehemaliger Handballspieler.
Ab 2007 spielte Henriksson in der Handball-Bundesliga bei GWD Minden. Der Kreisläufer kam vom Zweitligisten OHV Aurich, für den er drei Jahre spielte. Davor war Henriksson beim HSC Bad Neustadt in der Regionalliga Süd unter Vertrag. Sieben Jahre spielte er beim schwedischen Erstligisten IK Sävehof. Nach dem Abstieg von Minden wurde der Vertrag 2010 nicht verlängert. Anschließend verpflichtete ihn der schwedische Verein HF Kroppskultur, für den er auch noch in der Saison 2013/14 aufläuft.
Für die schwedische Nationalmannschaft bestritt Henriksson drei Länderspiele, in denen er ein Tor warf.